# Њу Гранд Чејн (Илиноис)
Њу Гранд Чејн (енгл. New Grand Chain) град је у америчкој савезној држави Илиноис.

## Демографија
По попису из 2010. године број становника је 210, што је 23 (-9,9%) становника мање него 2000. године.
| Група             | 2000.       | 2010.       |
| Белци             | 212 (91,0%) | 177 (84,3%) |
| Афроамериканци    | 21 (9,0%)   | 26 (12,4%)  |
| Азијати           | 0 (0,0%)    | 0 (0,0%)    |
| Хиспаноамериканци | 0 (0,0%)    | 5 (2,4%)    |
| Укупно            | 233         | 210         |